# Bitbucket
Bitbucket é um serviço de hospedagem de projetos controlados através do Mercurial, um sistema de controle de versões distribuído. É similar ao GitHub (que utiliza Git, somente). Bitbucket têm um serviço grátis e um comercial. O serviço é escrito em Python. Num blog de 2008, de Bruce Eckel comparou Bitbucket favoravelmente ao sítio web Launchpad, que utiliza Bazaar.
O Bitbucket também suporta repositórios usando o sistema de controle de versões Git.